# Loboglossa variipennis
Loboglossa variipennis là một loài bọ cánh cứng trong họ Mycteridae. Loài này được Solier miêu tả khoa học năm 1851.